# Kanonizace

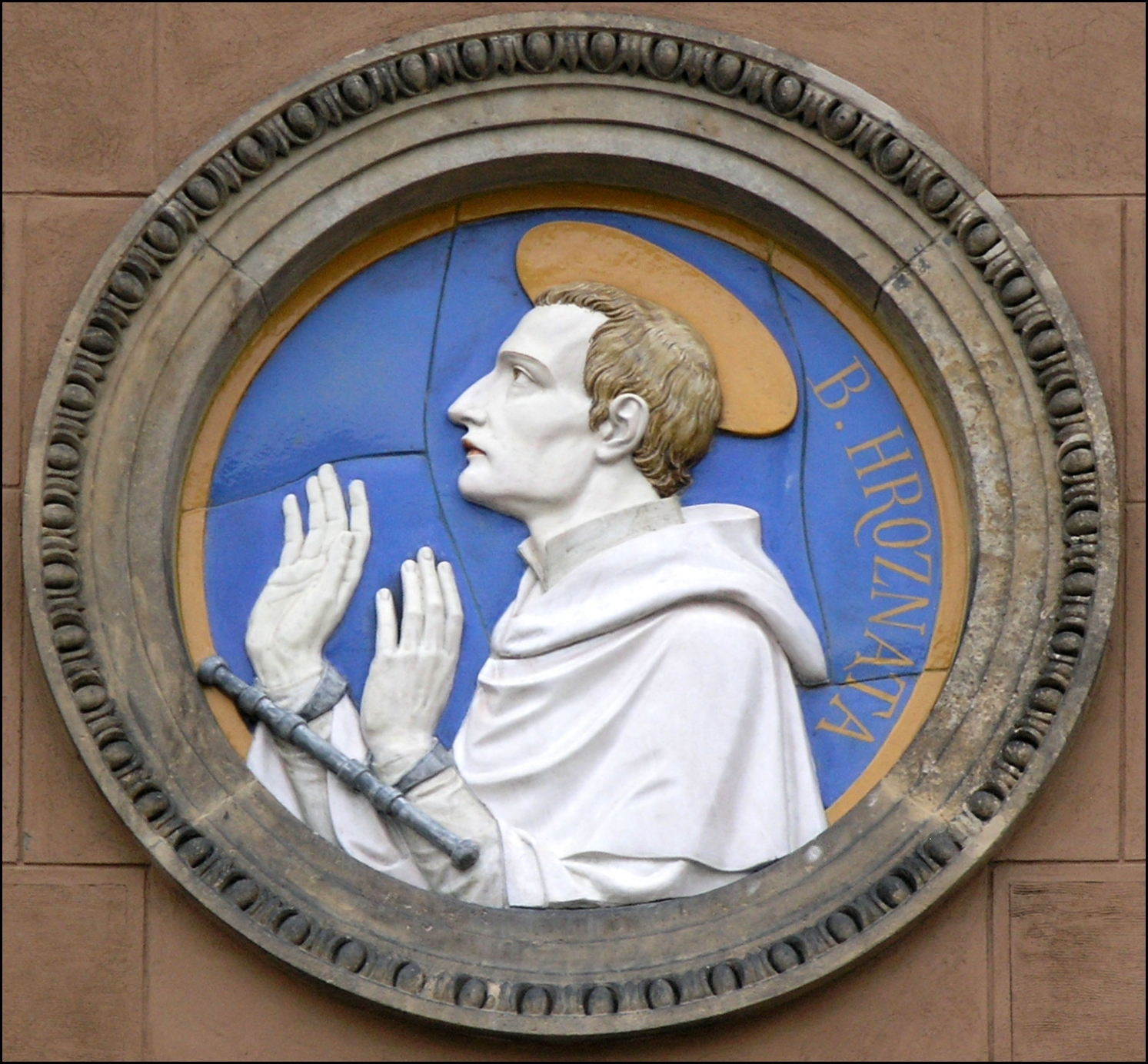
Český šlechtic blahoslavený Hroznata z Ovence, jehož kanonizační proces je v průběhu

Kanonizace neboli svatořečení je v křesťanství proces prohlášení určitého člověka za svatého. V katolické církvi probíhá předepsaným procesem, kdy je kandidát prohlášen postupně za služebníka Božího, ctihodného, blahoslaveného a nakonec za svatého. Termín je odvozen od kánonu svatých, do kterého je světec zahrnut.

## Historie
V rané církvi neexistoval žádný oficiální proces kanonizace, kult svatých se šířil v závislosti na veřejné úctě k danému člověku a byl někdy regulován v rámci diecéze biskupem.
Dřívější uctívání pohanských bohů splynulo s některým kultem světce. Nejnápadnějším příkladem je svatá Brigita a keltská bohyně Brigid. Lidem zůstala známá postava, ale jejich mysl se od její všemocnosti začala upírat k tomu, že svatá měla svoji moc od Krista.
Způsobem ekvivalentním dnešní kanonizaci byla až do 10. století elevace a translace ostatků mučedníka či svatého do kostela. O ní rozhodovala a ji prováděla veřejná moc, ať již církevní či světská, někdy působily obě moci součinně.
Ostatky mohly být od vrcholného středověku i rozděleny a uloženy na větším počtu míst, což byl nástroj církevní politiky, kterým bylo možno rozšířit kult světce na další území a ovlivnit proud poutníků, což mělo i hospodářské aspekty.
Prvním svatým kanonizovaným papežem, byl sv. Ulrich, augsburský biskup, jenž zemřel roku 973 a jehož Jan XV. kanonizoval roku 993. O dvě staletí později papežové začali vyhrazovat právo kanonizace Svatému stolci (Alexandr III.) a tato praxe se stala součástí církevního práva za Řehoře IX. (1227–1241).
Po Velkém schizmatu v roce 1054 se způsoby kanonizace měnily v katolické církvi. Pravoslavní i katolíci uznávají svaté z doby před velkým schizmatem. Protestantská reformace úctu ke světcům odmítá v duchu Solus Christus.

## Kanonizace v katolické církvi

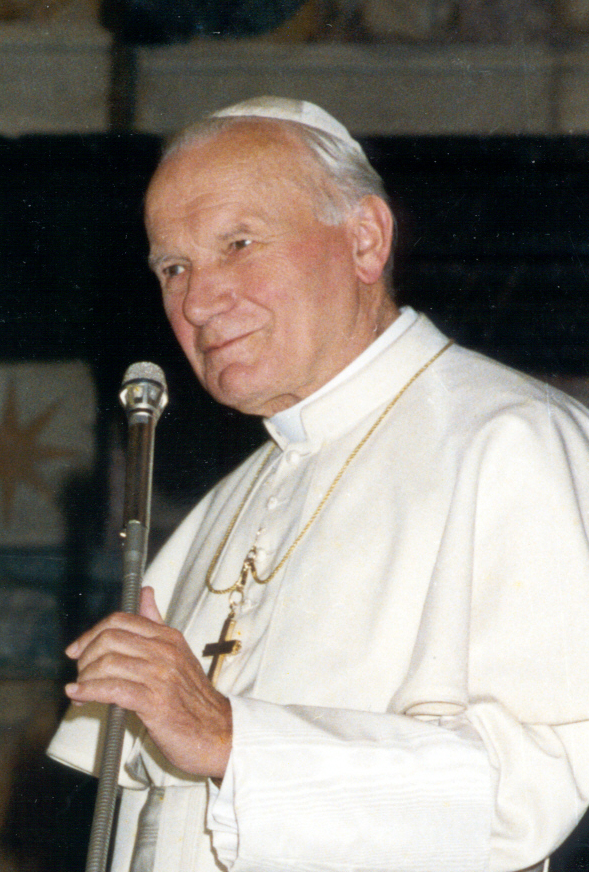
Papež Jan Pavel II. provedl reformu kanonizačního procesu

Reforma kanonického práva roku 1983 přinesla změnu i v procesu kanonizace.
Kanonizace je dnes považována za neomylný úkon papeže a jako takový má mezi katolickými věřícími velkou autoritu. V průběhu dějin proto došlo k formalizaci a byrokratizaci celého procesu do několika etap, které se zabývají životem zkoumaného člověka.
Papež Sixtus V. (1585–1590) pověřil povinností vést beatifikační a kanonizační proces Kongregaci pro bohoslužbu, jedné ze složek římské kurie. Urban VIII. zakázal veřejný kult osob, které nebyly církví prohlášeny za blahoslavené či svaté; výjimkou byla úcta k osobám, která je nepamětná (tj. déle než 100 let). Toto ustanovení, spolu s dalšími úpravami Benedikta XV. se dostaly do Kodexu kanonického práva z roku 1917.

### Kanonizační proces podle kodexu 1917

Papež Pavel VI. zřídil Kongregaci pro svatořečení

Tento kodex dělí kanonizaci na formální a mimořádnou.

#### Formální kanonizace
Formální beatifikace či kanonizace se skládá ze čtyř etap:
1. informativní zkoumání – přísluší biskupovi dané diecéze,
2. představení kauzy – přísluší spolu s dalšími Kongregaci pro bohoslužbu a papeži,
3. apoštolské zkoumání,
4. definitivní soud.

V 60. letech 20. století papež Pavel VI. zjednodušil tento proces a převedl jej pod Kongregaci pro svatořečení, kterou zvlášť zřídil. Diecézní zkoumání se provádí ve spolupráci s Vatikánem, a proto odpadá jeho zdvojení. Celé zkoumání shromažďuje všechen materiál, který se váže k pověsti či dílu dané osoby. Biskup ustanovuje postulátora (tj. osobu, která představuje celou kauzu a stará se o ni) a také promotora víry, jemuž se běžněji říká „ďáblův advokát“. Samotná kanonizace je ukončena slavnostním prohlášením za svatého papežem.
Pro ukončení kanonizačního procesu je zapotřebí alespoň dvou autentických zázraků, které se udály na přímluvu po beatifikaci daného člověka.

#### Mimořádná kanonizace
Mimořádná kanonizace je prostým papežským potvrzením, že daný člověk je svatý. Týká se pouze osob, jejichž úcta byla v době Urbana VIII. (1634) nepamětná.

### Reforma kanonizačního procesu
Zkoumání začíná na diecézní úrovni a biskup schvaluje zkoumání ctností člověka, který je „podezřelý“ z toho, že byl svatý. Toto zkoumání musí schválit také Vatikán a nesmí začít dříve než pět let po smrti daného člověka, avšak papež má pravomoc tuto dobu zkrátit (jak se stalo třeba v případě Matky Terezy).
Po ukončení tohoto kroku je zkoumaná osoba prohlášena za služebníka Božího a celé zkoumání se přesouvá na Kongregaci pro svatořečení. Ta přiděluje postulátora, jenž shromažďuje potřebné informace o daném kandidátovi. Kongregace poté může navrhnout papeži, aby služebníka Božího označil za ctihodného.
Další postup záleží na tom, zda byl ctihodný mučedníkem. Byl-li jím, papež pouze vydá prohlášení o mučednictví, které umožňuje beatifikaci, po které mučedník dostává přízvisko blahoslavený a den v církevním kalendáři. Pokud mučedníkem nebyl, je zapotřebí autentického zázraku na jeho přímluvu; jedná se většinou o zázračné uzdravení, jehož objektivitu lze určitým způsobem prokázat.
Aby mohl být blahoslavený prohlášen za svatého, je potřeba ještě jednoho zázraku. Prohlášení o svatosti dané osoby je považováno za neomylné, prohlášení o blahoslaveném či ctihodném nikoli. Svatý pak může být předmětem veřejné úcty po celém světě, nikoli pouze v místní diecézi, a dostává také datum v církevním kalendáři platném pro celou církev.
Od reformy kanonického práva došlo k masivnímu prohlašovaní za svaté. Jan Pavel II. za necelých 27 let pontifikátu kanonizoval 482 svatých a 1338 prohlásil za blahoslavené.

## Kanonizace v pravoslaví
Kanonizace je v pravoslavných církvích slavnostním prohlášením, nikoli procesem. Biskup přijímá žádost o kanonizaci dané osoby, prošetří ji a svěří komisi, která vydá k dané věci stanovisko. Posvátný synod místní pravoslavné církve může takovou osobu poté prohlásit za svatou. Všechny pravoslavné církve sdílí vzájemnou úctu ke všem pravoslavným světcům.  
Dalším způsobem je translace ostatků (neboli přenesení ostatků) nového světce.
Svatí jsou nazýváni čestnými epitety (např. apoštolům rovný, mučedník, vyznavač, teolog, ctihodný). Tyto tituly jsou užívány zástupně namísto svatý, avšak i takové označení je přípustné (i běžné).